# مارك باتون (عالم إنسان)
مارك باتون (بالإنجليزية: Mark Patton)‏ هو عالم إنسان بريطاني، ولد في 7 يناير 1965.